# بوتيغهوفن
بوتيغهوفن (بالألمانية: Bottighofen) هي إحدى بلديات مقاطعة كروزلينغن في كانتون تورغاو في سويسرا. تبلغ مساحتها 2.4 كيلومتر مربع، ويقدر عدد سكانها بـ 2171 نسمة (حسب تعداد ديسمبر 2015).